# Tapír
Tapír (Tapirus) je jediný žijící rod tapírovitých (Tapiridae). Vyjma několika žijících druhů zahrnuje i četné druhy vyhynulé.
Některé názory navrhují rozčlenit žijící tapíry do většího množství samostatných rodů, pro což však nepanuje vědecký konsensus.

## Přehled druhů
Zpracováno na základě . Žijící druhy jsou vyznačeny tučně:
| Druh                                                  | Stratigrafický výskyt        | Geografický výskyt                   |
| Tapirus antiquus Kaup 1833 (species inquirenda)       | Střední miocén               | Evropa                               |
| Tapirus arvernensis Croizet and Jobert 1828           | Svrchní miocén – pliocén     | Evropa                               |
| Tapirus augustus Matthew and Granger 1923             | Svrchní pleistocén           | Asie                                 |
| Tapirus bairdii Gill 1865                             | Svrchní pleistocén – holocén | Severní Amerika, Jižní Amerika       |
| Tapirus balkanicus Spassov and Ginsburg 1999          | Svrchní miocén               | Evropa                               |
| Tapirus californicus Merriam 1912                     | Svrchní pleistocén           | Severní Amerika                      |
| Tapirus cristatellus Winge 1906                       | Svrchní pleistocén           | Jižní Amerika                        |
| Tapirus greslebini Rusconi 1934 (species inquirenda)  | Svrchní pliocén              | Jižní Amerika                        |
| Tapirus haysii Leidy 1860                             | Pliocén – pleistocén         | Severní Amerika                      |
| Tapirus hezhengensis Deng et al. 2008                 | Svrchní miocén               | Asie                                 |
| Tapirus hungaricus von Meyer 1867                     | Svrchní pliocén              | Evropa                               |
| Tapirus indicus Desmarest 1819                        | Pleistocén – holocén         | Asie                                 |
| Tapirus jeanpiveteaui Boeuf 1991                      | Miocén – pliocén             | Evropa                               |
| Tapirus johnsoni Schultz et al. 1975                  | Svrchní miocén               | Severní Amerika                      |
| Tapirus kabomani Cozzuol et al. 2013                  | Svrchní pleistocén – holocén | Jižní Amerika (sporný recentní druh) |
| Tapirus lundeliusi Hulbert 2010                       | Pliocén – pleistocén         | Severní Amerika                      |
| Tapirus merriami Frick 1921                           | Svrchní pleistocén           | Severní Amerika                      |
| Tapirus mesopotamicus Ferrero and Noriega 2007        | Svrchní pleistocén           | Jižní Amerika                        |
| Tapirus oliverasi Ubilla 1983 (species inquirenda)    | Svrchní pleistocén           | Jižní Amerika                        |
| Tapirus peii Li 1979, unpublished                     | Spodní pleistocén            | Asie                                 |
| Tapirus pinchaque Roulin 1829                         | Svrchní pleistocén – holocén | Jižní Amerika                        |
| Tapirus polkensis Olsen 1960                          | Miocén – pliocén             | Severní Amerika                      |
| Tapirus priscus Kaup 1833                             | Střední miocén               | Evropa                               |
| Tapirus rioplatensis Cattoi 1957 (species inquirenda) | Svrchní pleistocén           | Jižní Amerika                        |
| Tapirus rondoniensis Holanda et al. 2011              | Svrchní pleistocén           | Jižní Amerika                        |
| Tapirus sanyuanensis Huang and Fang 1991              | Spodní pleistocén            | Asie                                 |
| Tapirus simpsoni Schultz et al. 1975                  | Miocén – pliocén             | Severní Amerika                      |
| Tapirus sinensis Owen 1870                            | Pleistocén                   | Asie                                 |
| Tapirus tarijensis Ameghino 1902                      | Svrchní pleistocén           | Jižní Amerika                        |
| Tapirus teilhardi Zdansky 1935                        | Pliocén                      | Asie                                 |
| Tapirus telleri Hofmann 1893                          | Střední miocén               | Evropa                               |
| Tapirus terrestris Linnaeus 1758                      | Svrchní pleistocén – holocén | Jižní Amerika                        |
| Tapirus veroensis Sellards 1918                       | Pleistocén                   | Severní Amerika                      |
| Tapirus webbi Hulbert 2005                            | Miocén – pliocén             | Severní Amerika                      |
| Tapirus yunnanensis Ji et al. 2016                    | Svrchní miocén               | Asie                                 |